# Вієйрінья
Аделіну Андре Вієйра де Фрейташ (порт. Adelino André Vieira de Freitas), відомий як Вієйрінья (порт. Vieirinha, нар. 24 січня 1986, Гімарайнш) — португальський футболіст, півзахисник грецького клубу ПАОК та національної збірної Португалії.

## Клубна кар'єра
Вихованець юнацьких команд футбольних клубів «Віторія» (Гімарайнш) та «Порту».
У дорослому футболі дебютував 2004 року виступами за другу команду «Порту», в якій провів один сезон, взявши участь у 27 матчах чемпіонату. Протягом 2005–2006 років грав на умовах оренди за команду клубу «Марку».
Повернувшись з оренду у 2006 році, знову грав за другу команду «Порту», а також дебютував в іграх головної команди клубу, в якій провів 8 ігор в чемпіонаті Португалії та став чемпіоном країни в сезоні 2006–07.
2007 року знову був відданий в оренду, цього разу до «Лейшойнша», після завершення якої продовжив кар'єру у Греції, уклавши 2008 року контракт з місцевим клубом ПАОК. Відіграв за клуб із Салонік наступні чотири сезони своєї ігрової кар'єри. Більшість часу, проведеного у складі ПАОКа, був основним гравцем команди.
До складу німецького «Вольфсбурга» приєднався 2012 року. 

## Виступи за збірні
Протягом 2006–2008 років залучався до складу молодіжної збірної Португалії. На молодіжному рівні зіграв у 21 офіційному матчі, забив 3 голи.
2013 року дебютував в офіційних матчах у складі національної збірної Португалії. Наразі провів у формі головної команди країни 25 матчів, забив 1 гол.
2014 року був включений до заявки збірної на тогорічний чемпіонат світу у Бразилії.

## Титули і досягнення
«Порту»
- Чемпіон Португалії: 2006-07
- Володар Суперкубка Португалії: 2006

«Вольфсбург»
- Володар Кубка Німеччини: 2014-15
- Володар Суперкубка Німеччини: 2015

ПАОК
- Чемпіон Греції: 2018-19
- Володар Кубка Греції: 2017-18, 2018-19, 2020-21

Збірна Португалії
- Чемпіон Європи (U-17): 2003
- Чемпіон Європи: 2016